# Jan Vodňanský (Aquensis)
Jan Vodňanský, latinsky Aquensis (také Jan z Vodňan, Jan Bosák Vodňanský, Jan Bosák z Vodňan nebo Johannes Aquensis (* okolo 1460 ve Vodňanech – † po r. 1534 nejspíše v Bechyni) byl český františkán-bosák, autor protireformačních náboženských spisů a lexikograf.
Narodil se okolo roku 1460 v měšťanské husitské rodině ve Vodňanech. V roce 1473 byl poslán na studia do Prahy, do kališnické školy u sv. Jindřicha. Byl chudým studentem, roku 1480 se stal bakalářem teologie. Během studií se přímo setkal s organizováním protikatolických a protiřeholních spiknutí a násilností, v důsledku čehož přestoupil na katolictví a vstoupil k františkánům observantům. Vytvořil typ lidového františkána, který procházel krajem jižních Čech od vesnice k vesnici a kázal, navštěvoval nekatolíky, diskutoval s nimi a přesvědčoval je o pravdách víry. Působil v konventech v Bechyni, Hořovicích, snad Jemnici. Východiskem jeho cest byl zejména Jindřichův Hradec, kde byl od roku 1480 kvardiánem.

## Dílo
- Seznam děl v Souborném katalogu ČR, jejichž autorem nebo tématem je Jan Vodňanský (Aquensis)
- Vade mecum in tribulatione – první apologetický spis Vodňanského asi z r. 1489 prorokující vyhubení českého kacířství na sklonku 15. stol. Podle J. Truhláře jej známe jen z jeho husitské parodie v jistém rukopise knihovny Metropolitní kapituly v Praze[1]
- Tiskem vyšel Vodňanského konfesně a dosti nepřátelsky laděný spis Proti bludným a potupeným artikulům Pikhartským s gruntovnými důvody traktát. Postaral se o něj jediný soudobý katolický český tiskař, v Plzni působící Mikuláš Bakalář roku 1510.[2] Jeho text se dochoval rovněž v rukopise.[3]
- Dalším, u téhož tiskaře o rok později vytištěným Janovým dílem byl latinsko-český slovník Vocabularium cuius nomen Lactifer uváděný někdy stručně jen jako Lactifer (Mlékodojný), jenž je považován za nejstarší český tištěný slovník.[4][5] (sepsán 1508, vytištěn 1511).[6] Podává dobově podmíněné výklady jazykové, encyklopedické (včetně např. receptů a názvů pokrmů) i etymologické, obráží i dobovou pověrčivost, čímž je zajímavým zdrojem kulturněhistorickým. Vodňanský vycházel ze slovníku Johanna Reuchlina: Vocabularius breviloquus, který upravil pro češtinu a i přes jasnou podporu českého jazyka v něm vyjádřenou dílo neobsahuje projevy národnostně jazykové nesnášenlivosti charakteristické pro soudobý františkánský řád ve střední Evropě.[7] Podle starší analýzy Františka Černého však Vodňanského ani nelze považovat za autora, ale jen převzal starší dílo italského humanisty Guarina z Verony (1374-1460).[8] Jedná se o první díla českých františkánů vytištěná v českých zemích (úplně prvním byl Trilogium Animae Ludvíka z Pruska vytištěný 1489 v Norimberku). V předmluvě Lactiferu bratr Jan chválil český jazyk jako použitelný na úrovni klasických jazyků, k čemuž napomůže právě předkládaný slovník: „Neb jazyk český není tak úzký, ani tak nehladký, jakkož se některým zdá. Hojnost a bohatstvie jeho z toho može poznáno býti, že cožkoli řecky, cožkoli latině mouž pověděno býti, to též z česky. A není těch kněh žádných řeckých ani latinských, aby v český jazyk obráceny býti nemohly. Co se pak hladkosti řeči české dotýče, neviem, by tak výmluvně, tak ozdobně, tak lahodně všecko jazykem českým pověděno býti nemohlo, jako řeckým nebo latinským.“[9]

- Vodňanskému je připisován[1] apologetický spis ostře kritizující přijímání podobojí: Epistola ad quendam baronem Moravie degentem cuiusdam fratris ordinis minorum de observantia tunc temporis predicatorem in conventu Jemnicensi. Dle textu je ale adresován univerzitním mistrům podobojí a ve známost pod posměšným názvem Matrykát dle reakce na něj v Manuálníku Václava Korandy ml.. Matrykát se dochoval v rukopise[10] spolu s dalšími protiutrakvitistickými texty, za jejichž autora je lze potenciálně považovat Jana Vodňanského, jako je Annihilatio triplicis funiculi napsaný v kláštere v Bechyni jako reakce na jiný nekatolických spis.[11] Spis dokládá dobrou znalost autora v Bibli, patristice i antické literatuře, stejně jako ukazuje jeho fanatickou nesnášenlivost vůči nekatolickým kacířům.[6]
- Locustarium de sectis et diversitate atque multiplicatione Begardorum in terra Bohemiae (1524) (česky "kniežky vo prvotním východu těch pekelných kobylek (t. Pikhartů čili pikousů) a kterak sú po krajinách lezly a skákaly, až i Českého království doskočily, a vo jich rúhání"). Spis se zabývá původem českých kacířů, mezi něž počítá i luterány. [6][12] Cílovým publikem díla zřejmě neměly být znesvářené konfesní strany v domácích zemích, jako spíše čtenáři v katolické části Evropy. Kromě latinského jazyka to naznačuje dedikace díla Zdeňku Lvovi z Rožmitálu´a potažmo tehdy potřebná podpora českého krále Ludvíka Jagellonského stojícího na katolické straně postupně stále více znesvářeného kontinentu.[13]
- Snažení Satanáše, aby si wystawil wěž Babylonskou w Sasích, ve vžité a literaturou uváděné podobě Satanášova věž představuje alegorický epos o „třech rotách Antikristových proti Bohu spiklých: lutheránech, pikhartech a Turcích.“ [6] Františkán Jan jej napsal latinsky, přičemž tato původní pododba a okolnosti jejího vzniku nám nejsou známy. Dílo do češtiny přeložil roku 1529 neznámý františkán v horažďovickém klášteře. Jan Vodňanský své latinské dílo věnoval, stejně jako výše zmíněný spis Locustarium Zdeňku Lvovi z Rožmitálu, český překlad je zase adresován Jindřichu Švihovskému, synovi zakladatele horažďovického kláštera Půty Švihovského z Rýzmberka.[14] Toto dílo se dochovalo v přepise Vojtěcha z Polska, kantora v Budyni nad Ohří z roku 1549. [15] Vycházeje te starozákonních příběhů, zejména o Bábelu, vypráví Jan Vodňanský o aktivitách Satana a jeho knížat, jak se snaží získat na svou stranu Turky, přívržence Martina Luthera a také české „pikharty", tedy Jednotu bratrskou. Neopomíná doložit toto působení nebeskými znameními jako ukazateli „Božího hněvu“. Zmiňuje i konrkténí šíření luterství v českých zemích, jako třeba nepokoje v Praze roku 1524 nám dnes známé z kroniky Bartoše Písaře nebo bitvu u Moháče v srpnu 1526. Kromě emotivních až výsměných pasáží v díle Jan Vodňanský ukázal dobrou orientaci a přinejmenším neformální vzdělání  ve františkánské teologii a učení. Do textu je například vmíšena františkánská polemika o Neposkvrněném početí P. Marie, zmiňuje se francouzský františkánský alchymista Jean de Roquetaillade (†1366/1370), jeden z církevních otců Metoděj z Olympu († asi 311), pražský arcibiskup Jan z Jenštejna (1350?-1400) nebo český křesťanský humanista Bohuslav Hasištejnský z Lobkovic (1461?-1510), který zřejmě byl s františkány v kontaktu pro své prokatolické působení i skrze fundátorské aktivity své rodiny. V další části dochází k pod vedením Satana k samotné alegorické stavbě Babylónské věže, jejímž architektem je Martin Luther a staviteli jeho konkrétní následovníci v biblických počtech. Závěr práce je ovšem nadějný, konkrétně ve vítězství křesťanských králů nad "pohany" či podpora církevních řádů, pochopitelně především františkánů.[16]
- Traktát o přečistém a neposkvrněném početí Panny Marie (1509), patrně polemika s dominikány, kteří tomuto učení oponovali. Jde údajně o dílo "oplývající dogmatickými nehoráznostmi, nízkou pověrčivostí a fanatickými nájezdy proti dominikánům, »mnichům peřestým, hodným, aby jim zuby vytlúkli a jazyky vyřezali, aby viece nikdá na tu svatú pannu jako psi neštěkali"[6][17]
- Rozmlauwání mezi Jindřichem a Janem o nepoškwrněném početí Panny Marie[18]
- Podle prvků jihočeského nářečí připisuje Václav Mostecký Vodňanskému český překlad Legendy maior sv. Bonaventury napsaný před rokem 1505 písařem Jiljím z Ratiboře v vbechyňském klášteře, kde Vodňanský mohl tehdy pobývat.[19]
- Podle J.Truhláře Vodňanský napsal také spis Chvála svaté Kateřiny,[20] kde hájí vliv, přímluvu a dokládá zázraky světice a současně patronky jindřichohradeckého klášterního chrámu. Spis na obranu světice a její moci napsal zřejmě v Bechyni, kde žil v pokročilejším věku v 30. letech 15. století. Spis věnoval pravděpodobně Jindřichovi staršímu ze Švamberka a na Zvíkově (1507–1574).[21] Dochováno v kodexu[22] spolu s dalšími snad Vodňanského díly: Píseň k sv. Kateřině (viz níže), Charakteristika pana Bohuslava z Švamberka a syna jeho Hynka,[23] Charakteristika paní Mandaleny z Šellenberka,  Traktát o tom, může-li býti koupení platu bez hříchu a bez lichvy a to na zase vykoupení.[24]
- píseň K svaté Kateřině byla někdy nesprávně připisována Klimentu Bosákovi[25] Dle akrostichu: JOHANNES lze dílo jasně připsat Janu Vodňanskému. Podle úvodu píseň složil "v zármutku" v Jindřichově Hradci maje "červenou nemoc" (dna), do textu se však promítají i aktuální konfesní nepokoje v Čechách i františkánském řádu.[26]
- píseň Jasná záře o početí Panny Marie, kterou složil okolo roku 1501 v Bechyni na poděkování za uzdravení (měl dnu)[27]
- životopis Pan Bohuslav z Švamberka[28]
- Potenciálně může být Vodňanský autorem traktátu proti heretikům, pikhartům a valdenským v rukopise Národní knihovny ČR (XI.E.1), kde jsou další jeho díla.